# Aleksander Lubomirski (zm. 1804)
Aleksander Lubomirski (ur. 1751 w Kijowie, zm. 14 lipca 1804 w Wiedniu) – polski książę, kasztelan kijowski w latach 1785-1790, senator.
Trzeci syn Stanisława Lubomirskiego, wojewody kijowskiego i bracławskiego i Ludwiki Honoraty Pociej.
Po zmarłym w 1782 roku wuju Antonim Lubomirskim odziedziczył Pałac Lubomirskich w Opolu Lubelskim wraz z okolicznymi dobrami.
Po rozbiorach Rzeczypospolitej Obojga Narodów generał armii francuskiej.
W 1787 roku Aleksander Lubomirski ożenił się z Rozalią Chodkiewicz, aresztowaną pod zarzutem szpiegostwa w Paryżu w czasie rewolucji francuskiej i zgilotynowaną w 1794 w wieku 23 lat. 
Z tego związku mieli córkę Aleksandrę Franciszka Lubomirską (po śmierci matki zwaną też Rozalią), która w 1804 roku poślubiła w Wiedniu orientalistę hrabiego „Emira” Wacława Seweryna Rzewuskiego.

## Siedziby

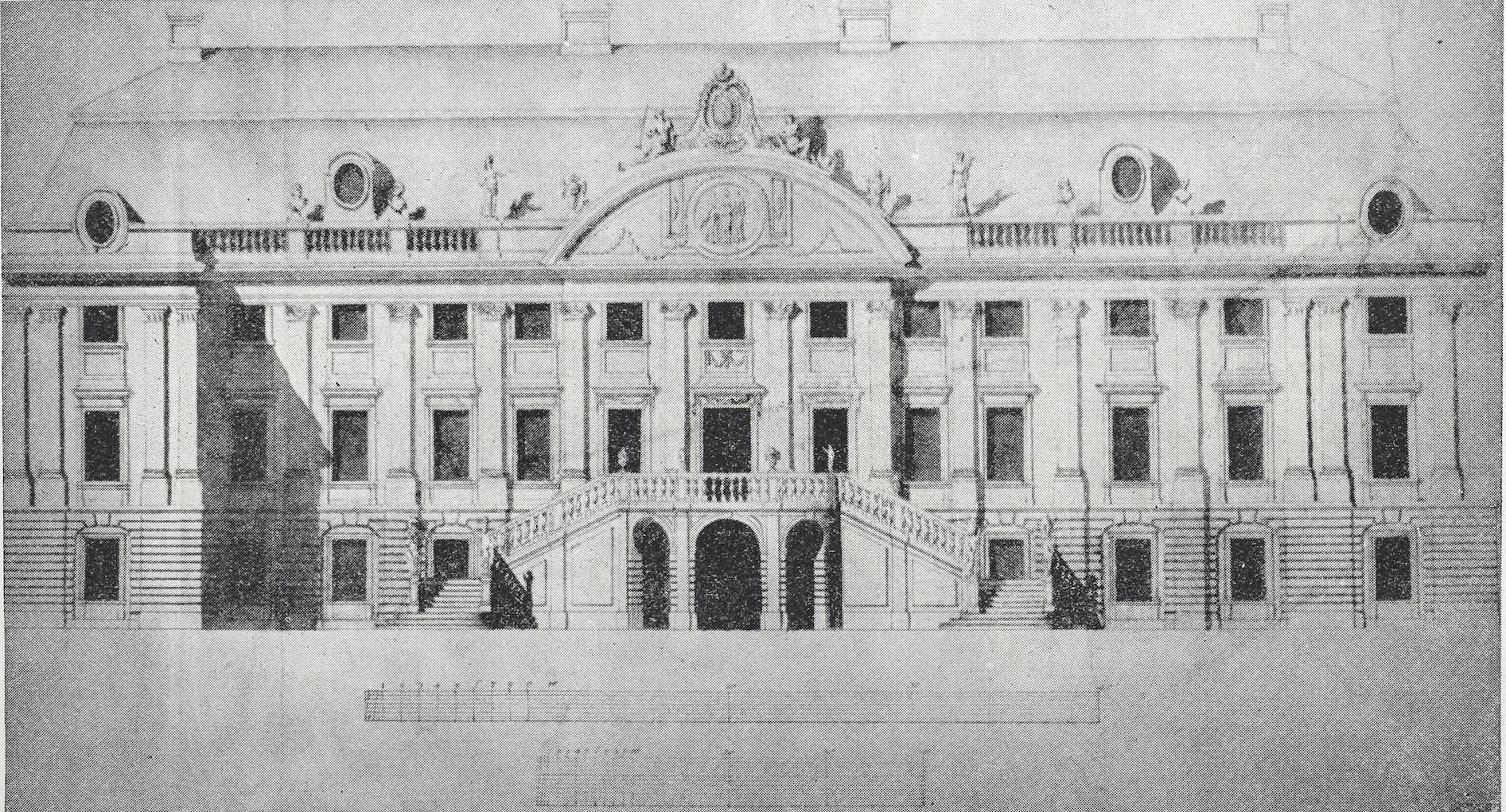
Pałac w Opolu Lubelskim
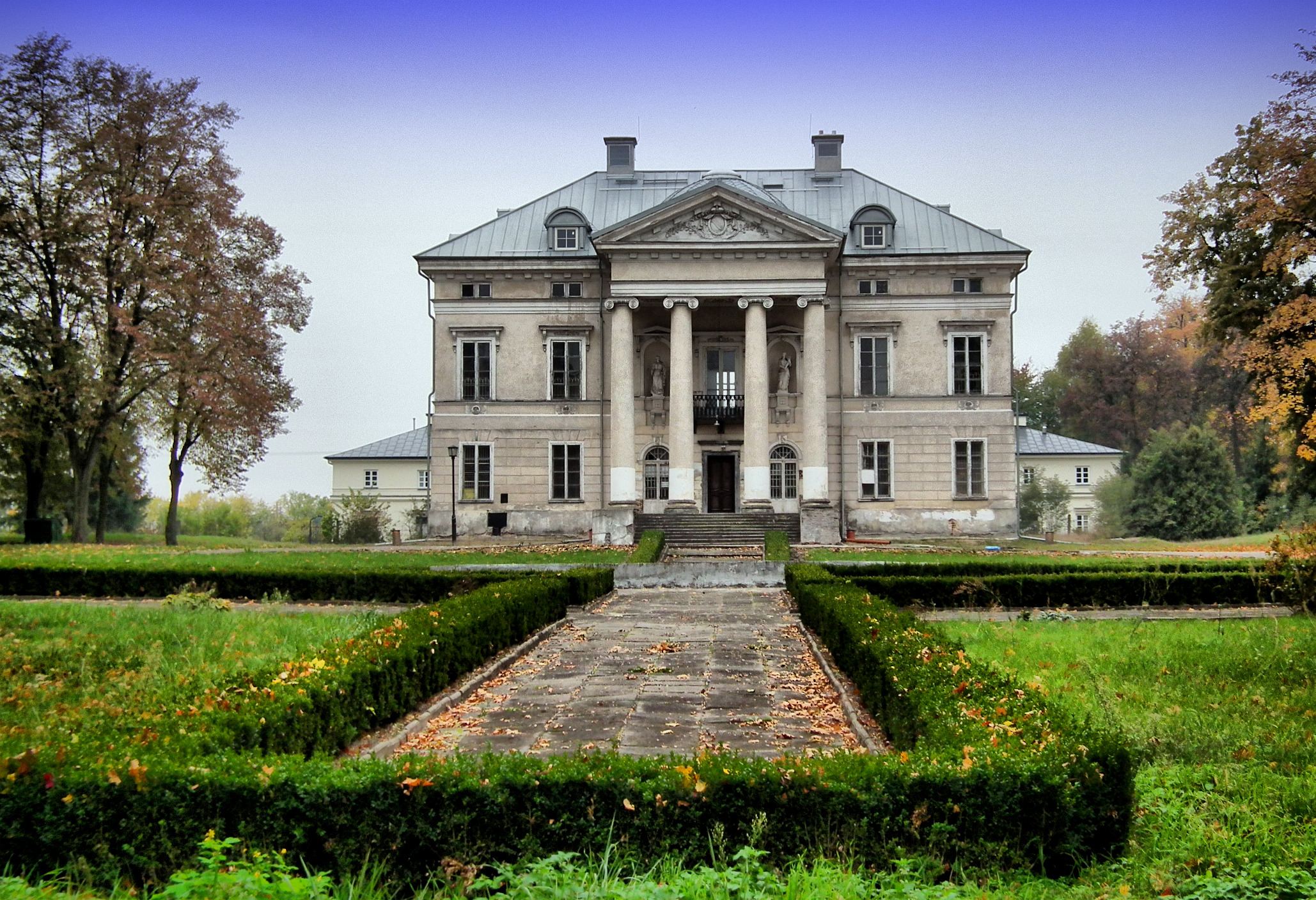
Pałac w Niezdowie